# Повнократне число
Повнократне число — додатне ціле число, яке ділиться без остачі квадратом кожного свого простого дільника.
Еквівалентне визначення: число, яке пожна подати у вигляді {\displaystyle a^{2}b^{3}}, де {\displaystyle a} і {\displaystyle b} — додатні цілі числа (натуральні числа).
Повнократні числа систематично вивчені Палом Ердеш і Дьйордем Секерешем, назву дав Соломон Ґоломб.
Список повнократних чисел між 1 і 1000  :
1, 4, 8, 9, 16, 25, 27, 32, 36, 49, 64, 72, 81, 100, 108, 121, 125, 128, 144, 169, 196, 200, 216, 225, 243, 256, 288, 289, 324, 343, 361, 392, 400, 432, 441, 484, 500, 512, 529, 576, 625, 648, 675, 676, 729, 784, 800, 841, 864, 900, 961, 968, 972, 1000.

## Еквівалентність двох визначень
Якщо {\displaystyle m=a^{2}b^{3}}, то будь-яке просте в розкладі {\displaystyle a} входить двічі, а в {\displaystyle b} — не менше трьох разів; так що будь-яке просте в розклад {\displaystyle m} входить не менше, ніж у квадраті.
З іншого боку, нехай {\displaystyle m} — повнократне число з розкладом
{\displaystyle m=\prod p_{i}^{\alpha _{i}}} ,
де кожне {\displaystyle \alpha _{i}\geq 2}. визначимо {\displaystyle \gamma _{i}} рівним трьом, якщо {\displaystyle \alpha _{i}} непарне, і нулю в іншому випадку, і визначимо {\displaystyle \beta _{i}=\alpha _{i}-\gamma _{i}}. Тоді всі значення {\displaystyle \beta _{i}} є невід'ємними парними цілими, і всі значення {\displaystyle \gamma _{i}} або дорівнюють нулю, або трьом, так що:
{\displaystyle m=(\prod p_{i}^{\beta _{i}})(\prod p_{i}^{\gamma _{i}})=(\prod p_{i}^{\beta _{i}/2})^{2}(\prod p_{i}^{\gamma _{i}/3})^{3}}
дає шукане подання {\displaystyle m}, як добуток квадрата і куба.
Іншими словами, для даного розкладу числа {\displaystyle m} можна взяти як {\displaystyle b} добуток простих множників, що входять у розклад з непарними степенями (якщо таких немає, то 1). Оскільки {\displaystyle m} — повнократне, кожен простий множник, що входить у розклад з непарним степенем, має степінь не менше 3, так що {\displaystyle m/b^{3}} є цілим. Тепер кожен простий множник {\displaystyle m/b^{3}} має парний степінь, так що {\displaystyle m/b^{3}} — повний квадрат, позначимо його як {\displaystyle a^{2}}; і виходить {\displaystyle m=a^{2}b^{3}}. Наприклад:
{\displaystyle m=21600=2^{5}\times 3^{3}\times 5^{2}} ,
{\displaystyle b=2\times 3=6} ,
{\displaystyle a={\sqrt {\frac {m}{b^{3}}}}={\sqrt {2^{2}\times 5^{2}}}=10} ,
{\displaystyle m=a^{2}b^{3}=10^{2}\times 6^{3}} .

## Математичні властивості
Сума обернених величин повнократних чисел сходиться:
{\displaystyle \prod _{p}\left(1+{\frac {1}{p(p-1)}}\right)={\frac {\zeta (2)\zeta (3)}{\zeta (6)}}={\frac {315}{2\pi ^{4}}}\zeta (3)} ,
де {\displaystyle p} — обходить всі прості числа, {\displaystyle \zeta (s)} — дзета-функція Рімана, і {\displaystyle \zeta (3)} — стала Апері (Голомб, 1970).
Нехай {\displaystyle k(x)} означає кількість повнократних чисел в інтервалі {\displaystyle [1,x]}. Тоді {\displaystyle k(x)} пропорційне квадратному кореню з {\displaystyle x}. Точніше:
{\displaystyle cx^{1/2}-3x^{1/3}\leq k(x)\leq cx^{1/2},c=\zeta (3/2)/\zeta (3)=2,173\cdots }  .
Два найменших послідовних повнократних числа — це 8 і 9. Оскільки рівняння Пелля {\displaystyle x^{2}-8y^{2}=1} має нескінченне число розв'язків, то є й нескінченне число пар послідовних повнократних чисел.
Більш загально, можна знайти послідовні повнократні числа, знайшовши розв'язок рівняння, схожого на рівняння Пелля, {\displaystyle x^{2}-ny^{2}=\pm 1} для будь-якого куба {\displaystyle n}. Проте одне з повнократних чисел у парі, отриманій таким чином, має бути квадратом. Згідно з Гаю, Ердеш ставив питання, чи нескінченне число пар повнократних чисел, аналогічних {\displaystyle (23^{3},2^{3}\cdot 3^{2}\cdot 13^{2})}, у яких жодне з чисел у парі не є квадратом. Ярослав Вроблевський показав, що, навпаки, є нескінченно багато таких пар, показавши, що {\displaystyle 3^{3}c^{2}+1=7^{3}d^{2}} має нескінченно багато розв'язків.
 Відповідно до гіпотези Ердеша — Молліна — Волша, не існує трьох послідовних повнократних чисел.

## Суми і різниці повнократних чисел
Будь-яке непарне число можна подати у вигляді різниці двох послідовних квадратів:
{\displaystyle (k+1)^{2}=k^{2}+2k+1\Rightarrow (k+1)^{2}-k^{2}=2k+1} .
Так само, будь-яке число кратне чотирьом можна подати у вигляді різниці двох чисел, що відрізняються на два: {\displaystyle (k+2)^{2}-k^{2}=4k+4} . Однак число, що ділиться на два, але не на чотири, не можна подати у вигляді різниці квадратів, тобто виникає питання: які парні числа, що не діляться на 4, можуть бути подані у вигляді різниці двох повнократних чисел.
Голомб дав кілька таких подань:
2 = 33 — 52
10 = 133 — 37
18 = 192 — 73 = 32 (33 — 52).
Спочатку висловлена гіпотеза, що число 6 можна подати в такому вигляді, і Голомб припустив, що є нескінченно багато цілих чисел, які можна подати у вигляді різниці двох повнократних чисел. Однак Нарківіч виявив, що існує нескінченно багато способів подання числа 6, наприклад
6 = 5473 — 4632,
і Макденіел  показав, що будь-яке число має нескінченну кількість таких подань.
Ердеш висловив гіпотезу, що будь-яке досить велике ціле число є сумою максимум трьох повнократних чисел. Гіпотезу довів Роджер Хіт-Браун.

## Узагальнення
{\displaystyle k} -повнократні числа — числа, в розклад яких прості числа входять зі степенем, не меншим ніж {\displaystyle k} .
{\displaystyle (2^{k+1}-1)^{k}}, {\displaystyle 2^{k}(2^{k+1}-1)^{k}}, {\displaystyle (2^{k+1}-1)^{k+1}} є {\displaystyle k} -повнократними в арифметичній прогресії.
Більше того, якщо {\displaystyle a_{1},a_{2},\dots ,a_{s}} є {\displaystyle k}-повнократнимв в арифметичній прогресії з різницею {\displaystyle d}, то:
{\displaystyle (a_{1}+d)^{k},a_{2}(a_{s}+d)^{k},\dots ,a_{s}(a_{s}+d)^{k},a_{s}(a_{s}+d)^{k+1}}
є {\displaystyle k}-повнократними числами в арифметичній прогресії.
Для {\displaystyle k} — повнократних чисел має місце:
{\displaystyle a^{k}(a^{l}+\dots +1)^{k}+a^{k+1}(a^{l}+\dots +1)+\dots +a^{k+l}(a^{l}+\dots +1)=a^{k}(a^{l}+\dots +1)^{k+1}}.
Ця рівність дає нескінченно багато наборів довжини {\displaystyle l+1}{\displaystyle k} — повнократних чисел, суми яких теж {\displaystyle k}-повнократні. Нітадж показав, що є нескінченно багато розв'язків рівняння {\displaystyle x+y=z} серед взаємно простих 3-повнократних чисел. Кон сконструював нескінченне сімейство розв'язків рівняння {\displaystyle x+y=z} серед взаємно простих 3-повнократних чисел: трійка
{\displaystyle X=9712247684771506604963490444281} ,
{\displaystyle Y=32295800804958334401937923416351} ,
{\displaystyle Z=27474621855216870941749052236511}
є розв'язком рівняння {\displaystyle 32X^{3}+49Y^{3}=81Z^{3}} .
Можливо сконструювати інший розв'язок, поклавши {\displaystyle X'=X(49Y^{3}+81Z^{3}),Y'=-Y(32X^{3}+81Z^{3}),Z'=Z(32X^{3}-49Y^{3})} і прибираючи спільний дільник.